# جلائن‌تپه
جلائن تپه مربوط به عصر آهن است و در شهرستان گنبدکاووس، روستای جلائن واقع شده و این اثر در تاریخ ۲۲ تیر ۱۳۷۹ با شمارهٔ ثبت ۲۷۲۵ به‌عنوان یکی از آثار ملی ایران به ثبت رسیده است.